# Амприани
Амприани (фр. Ampriani, корс. Ampriani) — коммуна во Франции, находится в регионе Корсика. Департамент коммуны — Верхняя Корсика. Входит в состав кантона Моита-Верде. Округ коммуны — Корте.
Код INSEE коммуны — 2B015.
Амприани расположена на расстоянии 16 километров к юго-западу от Моита в солнечной долине Cursigliese. Около коммуны находятся руины древнего монастыря св. Франциска.

## Население
Население коммуны на 2008 год составляло 11 человек. В летний период население увеличивается до ста человек.
| 1962 | 1968 | 1975 | 1982 | 1990 | 1999 | 2008 |
| ---- | ---- | ---- | ---- | ---- | ---- | ---- |
| 24   | 34   | 41   | 36   | 31   | 14   | 11   |

## Экономика
В 2007 году среди 4 человек в трудоспособном возрасте (15—64 лет) 3 были экономически активными, 1 — неактивным (показатель активности — 75,0 %, в 1999 году было 66,7 %). Из 3 активных работали 3 человека (1 мужчина и 2 женщины), безработных не было.